# Gustav Adolfzee
De Gustav Adolfzee is een zeearm in de Noordelijke IJszee bij Nunavut, Canada. Aan de noordzijde gaat ze over in de Noordelijke IJszee.
De zee werd vernoemd naar Gustaaf VI Adolf van Zweden, koning van Zweden.